# Paramuricea clavata

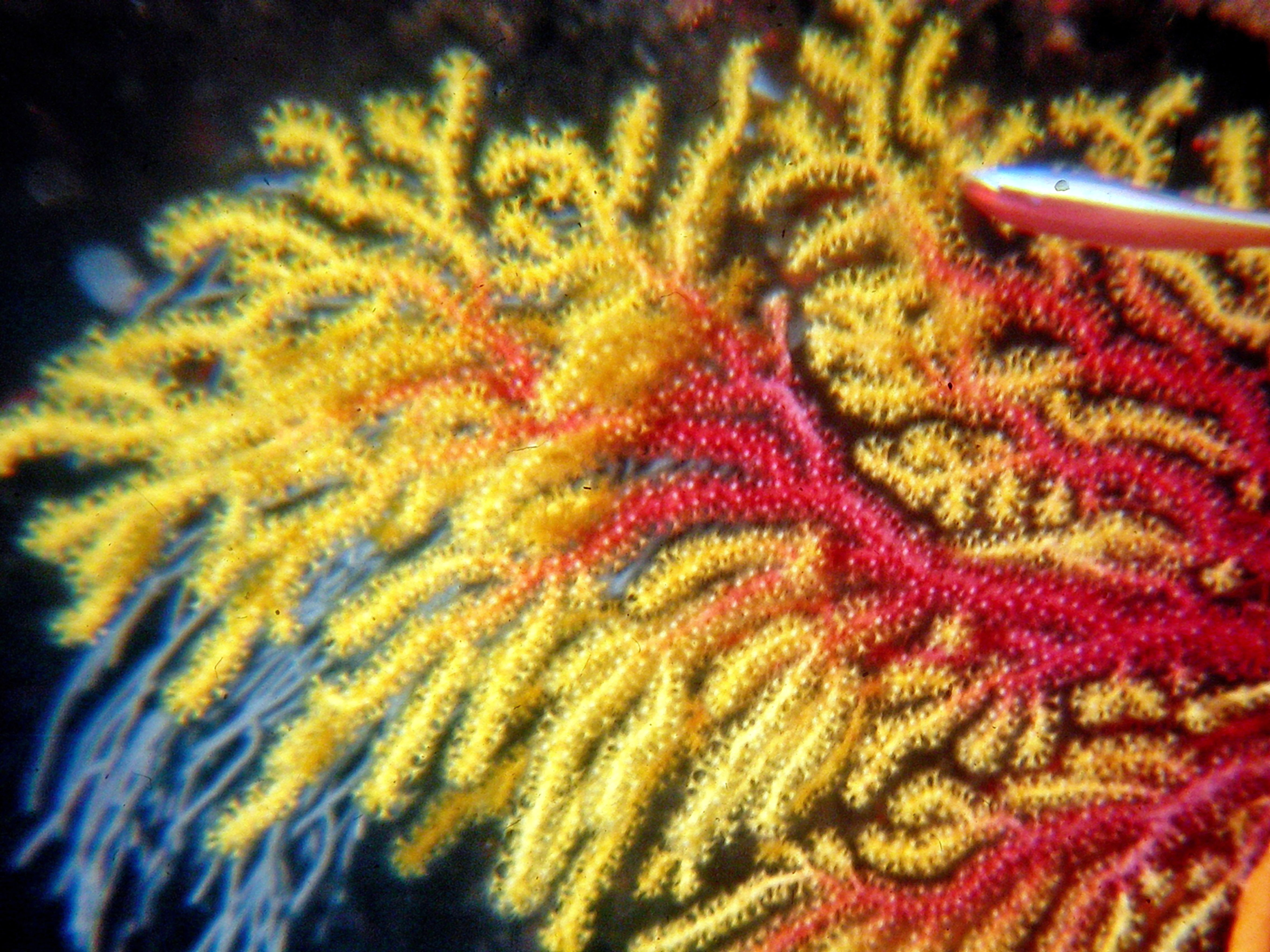
Colonia bicolor de P. clavata

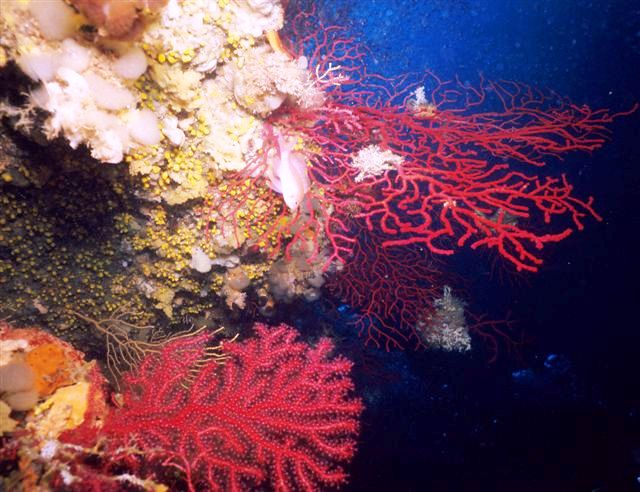
P. clavata en Capo Gallo, Sicilia, Italia. Los pólipos amarillos son Leptopsammia pruvoti.

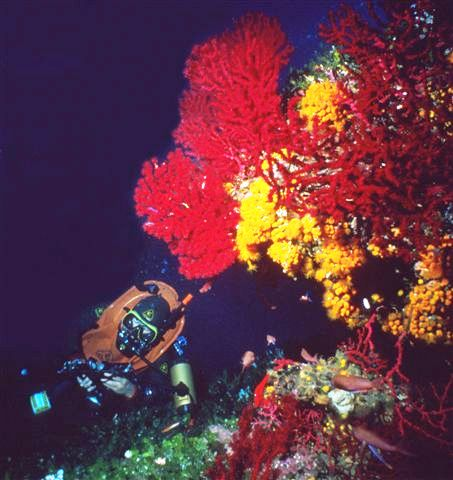
P. clavata en Capo Gallo, Sicilia, Italia. Los pólipos amarillos son Astroides calycularis.

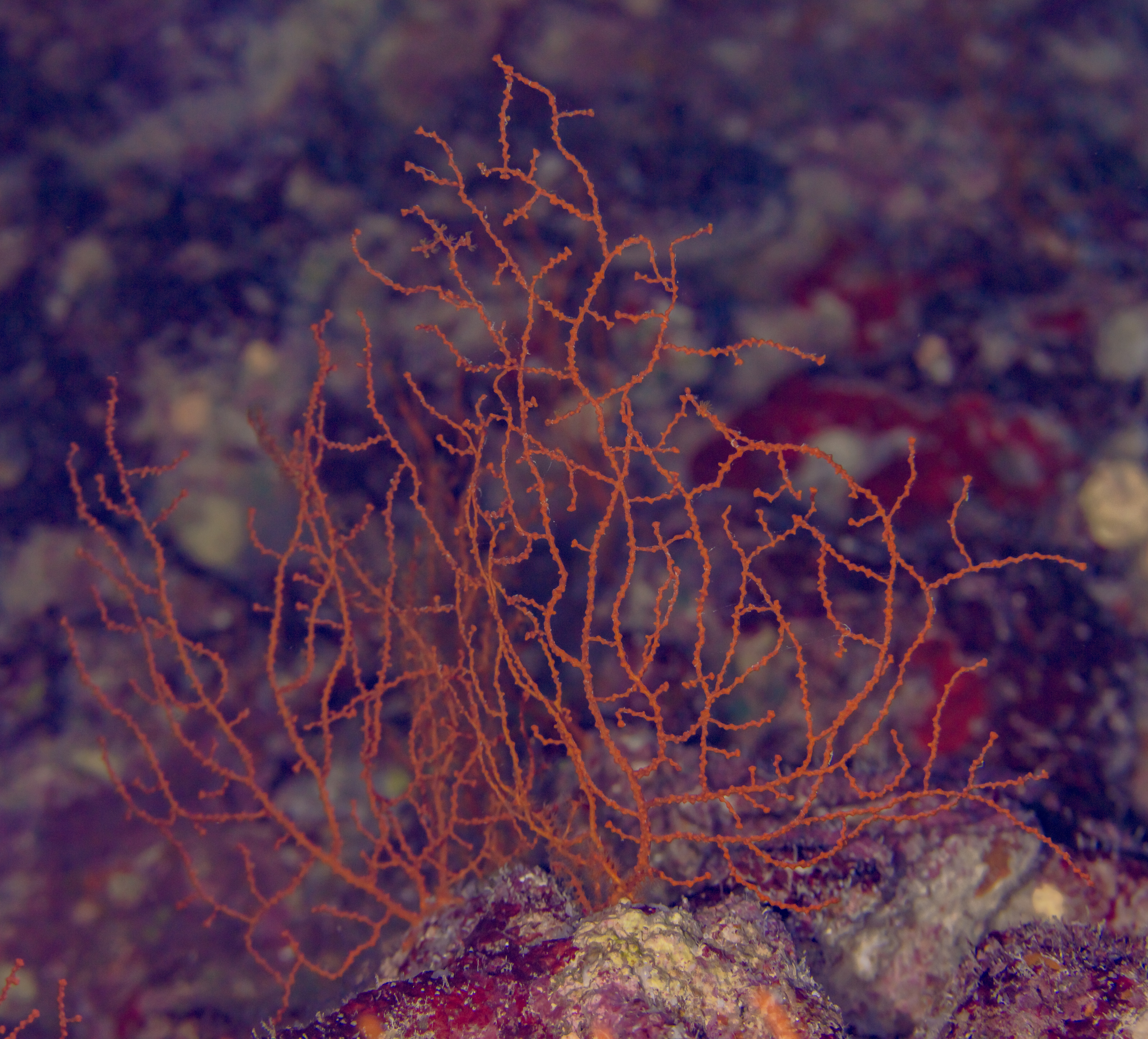
P. clavata

Paramuricea clavata es una especie de gorgonia marina perteneciente a la familia Plexauridae, del orden Alcyonacea. 
Su nombre común en español es gorgonia roja, y en catalán gòrgonia vermella, siendo una de las especies de gorgonias frecuentes en el mar Mediterráneo.

## Morfología
Las colonias tienen una estructura ramificada en forma de abanico, y crecen en un solo plano, generalmente perpendicular a la corriente dominante en su emplazamiento, lo que maximiza las posibilidades de capturar alimento por parte de los pólipos. El corallum, o esqueleto colonial, está compuesto de gorgonina, una sustancia proteínica específica de las gorgonias marinas, que da rigidez a su soporte esquelético, y que viene a sustituir a los cristales de aragonita, de carbonato cálcico, utilizados por los corales duros, o escleractinios, para construir sus colonias.
Los pólipos y el tejido común de la colonia, o cenénquima, normalmente son de color rojo, aunque hay ejemplares de colonias total o parcialmente de color amarillo. Tienen pólipos grandes, entre 6 y 10 mm de alto, con una corona de 8 tentáculos rodeando la boca, a la que aproximan las presas capturadas con la ayuda de los nematocistos de sus tejidos.
Algunas colonias alcanzan 1 m de altura, por otro tanto de ancho.

## Hábitat y distribución
Suelen habitar en arrecifes, con su base enterrada en el sedimento, en suelos arenosos o grietas de rocas. Debido a su larga expectativa de vida, entre 60 y 100 años, son ingenieros del ecosistema, desempeñando un importante papel en la biomasa y en la compleja estructura, y biodiversidad, de las comunidades de especies marinas.
Su rango de distribución batimétrica está entre 10 y 110 m de profundidad, aunque son más frecuentes entre 15 y 40 metros.
Se distribuyen en las aguas templadas del mar Mediterráneo, y en el océano Atlántico oriental, en Portugal y España.

## Reproducción
Las colonias son gonocóricas, o de sexos separados, esto supone que cada colonia es macho o hembra, produciendo todos sus pólipos tan solo gametos de uno u otro sexo. La fertilización e incubación de las larvas tiene lugar en la superficie de las colonias hembra. Una vez expulsada, la larva plánula mantiene un comportamiento fotofóbico, manteniéndose en suspensión durante unos minutos, antes de caer al fondo marino. Una vez allí, evoluciona a forma pólipo y comienza a secretar gorgonina para construir su esqueleto colonial, al tiempo que interviene la reproducción asexual.
La reproducción asexual, por gemación del pólipo, se utiliza en la formación de la colonia, en la que todos sus individuos parten de un primer pólipo. También se da en la construcción de nuevas colonias, debido a la fragmentación de alguna rama de su estructura. Pero la principal estrategia reproductiva de esta especie consiste en la fertilización e incubación en la superficie de la colonia hembra.

## Alimentación
Son de alimentación suspensívora, y de dieta heterogénea, capturando tanto zooplancton, como copépodos de 700 μm, que capturan con sus minúsculos tentáculos; hasta partículas en suspensión de carbón orgánico. Según estudios específicos sobre su dieta, diariamente consumen entre 1-22% de diatomeas, 1-9% de nanoeukaryotas, 1-26% de dinoflagelados, 2-99% de ciliados, y entre 2-10% de carbón orgánico en suspensión.